# Palác vlády (Vatikán)
Palác vlády se nachází ve Vatikánských zahradách, západně od baziliky sv. Petra. Budovu navrhl architekt Giuseppe Momo původně jako seminář. Když však v roce 1929 vznikl samostatný městský stát Vatikán, byla nová budova určena jako sídlo vlády. Palác v eklektickém slohu byl postaven v letech 1927 – 1931 a je jednou z největších budov ve Vatikánu.
Centrální část stavby mírně předstupuje před dvě boční křídla. Nad vstupem na převýšené stříšce je umístěna travertinová socha Panny Marie, kterou vytvořil Giacomo Buzzi Reschini v roce 1929 a která dosahuje výšky 4,2 m.
Před budovou je udržován velký květinový záhon, tvořící znak právě vládnoucího papeže.
S palácem je propojen malý kostel Panny Marie. Byl postaven v 16. století za pontifikátu Pavla III. a původně zasvěcen sv. Martě z Betanie. Koncem 17. století provedli Giovanni Antonio de Rossi a Carlo Fontana některé úpravy, změny provedl i Luigi Poletti v roce 1852. Současný stav kostela pochází z úprav v letech 1930 a 1966. Zasvěcení bylo změněno v roce 2007.

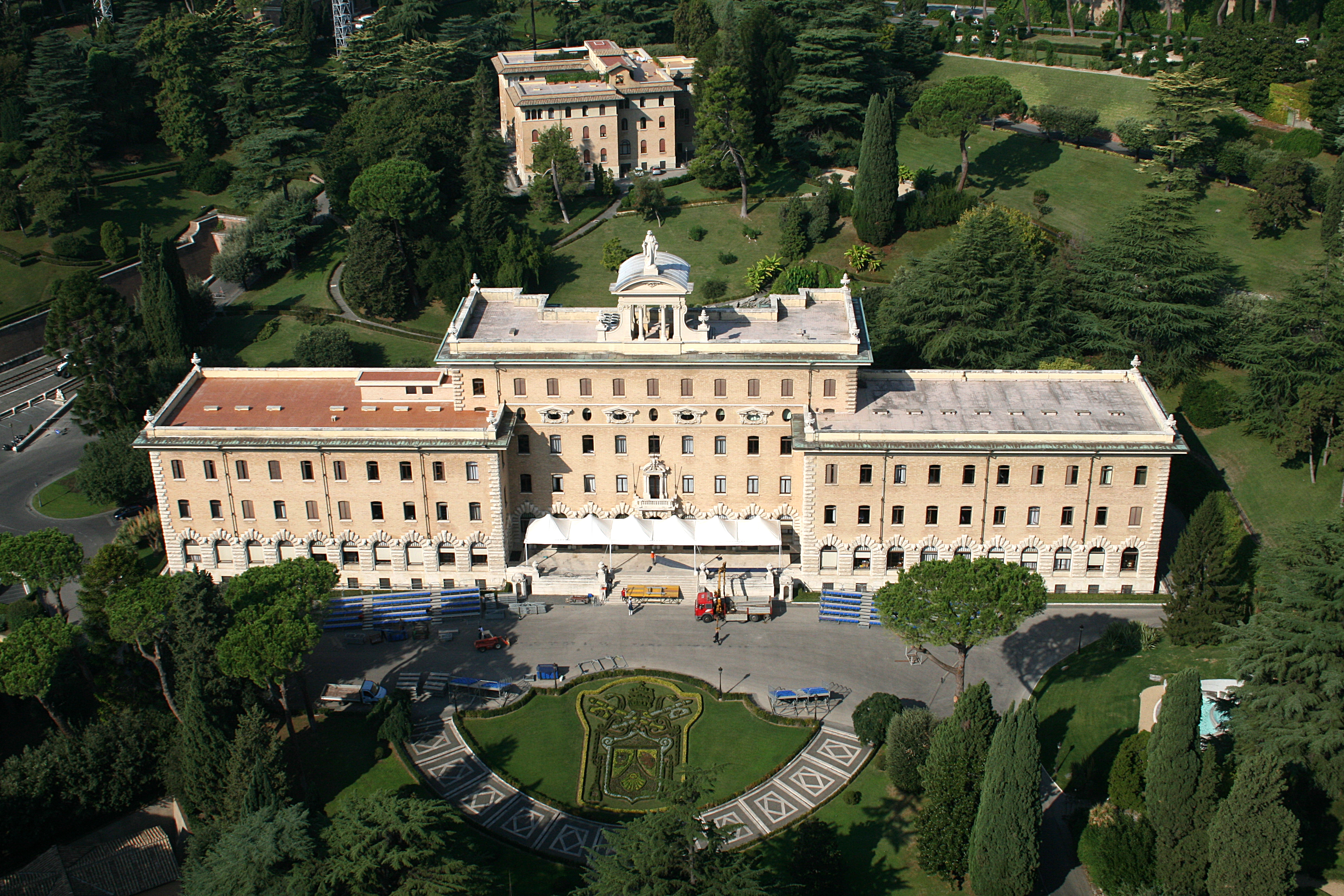
Palác vlády ze střechy chrámu sv. Petra